# Arthur MacManus
Arthur MacManus (Belfast, 1889 – 27 febbraio 1927) è stato un sindacalista e politico britannico.
Più volte arrestato per attività sindacale, fu tra i fondatori del Partito Comunista di Gran Bretagna, che ha presieduto dal 1920 al 1923, nel 1921, al III Congresso del Comintern, è stato eletto nel Comitato esecutivo dell'organismo internazionale. È sepolto a Mosca presso la necropoli delle mura del Cremlino.